# Halinghen
Halinghen est une commune française située dans le département du Pas-de-Calais en région Hauts-de-France. Ses habitants sont appelés les Halinghenois. La commune fait partie de la communauté de communes de Desvres - Samer.
Le territoire de la commune est situé dans le parc naturel régional des Caps et Marais d'Opale.

## Géographie

### Localisation
Localisée dans l’ouest du département du Pas-de-Calais sur les collines du Boulonnais, Halinghen est une commune, limitrophe, à l'ouest, de Neufchâtel-Hardelot, une station balnéaire de la Côte d'Opale, et située, à vol d'oiseau à 14 km au sud-est de la commune de Boulogne-sur-Mer (chef-lieu d'arrondissement).
Le territoire de la commune est limitrophe de ceux de six communes.
Les communes limitrophes sont  Frencq, Nesles, Neufchâtel-Hardelot, Tingry, Verlincthun et Widehem.

### Géologie et relief
La superficie de la commune est de 5,53 km2 ; son altitude varie de 68  à   178 mètres.

### Hydrographie
La commune est située dans le bassin Artois-Picardie. Elle n'est drainée par aucun cours d'eau,.

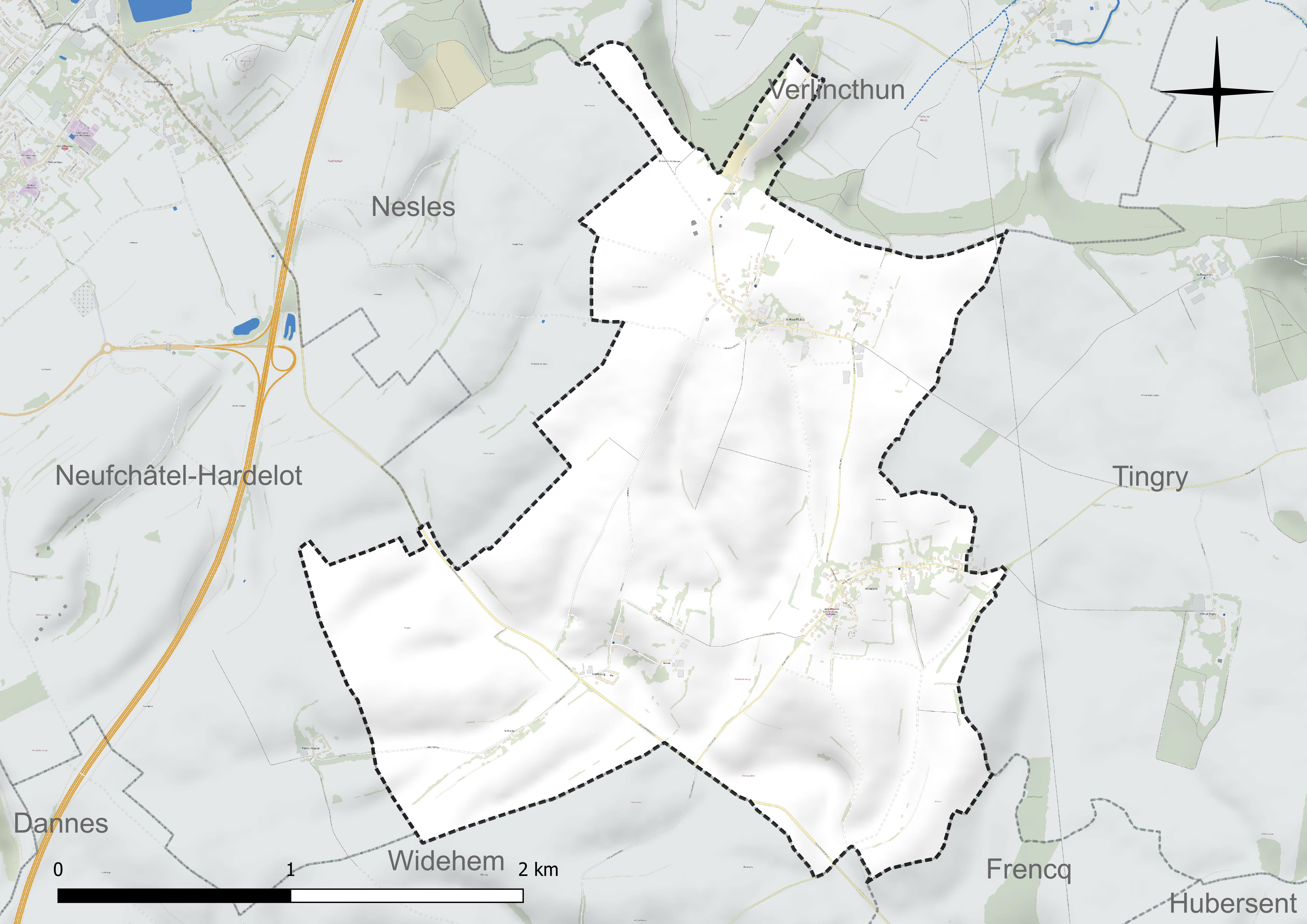
Réseau hydrographique d'Halinghen.

### Climat
Pour des articles plus généraux, voir Climat des Hauts-de-France et Climat du Pas-de-Calais.
En 2010, le climat de la commune est de type climat océanique franc, selon une étude du CNRS s'appuyant sur une série de données couvrant la période 1971-2000. En 2020, Météo-France publie une typologie des climats de la France métropolitaine dans laquelle la commune est exposée à un climat océanique et est dans la région climatique Côtes de la Manche orientale, caractérisée par un faible ensoleillement (1 550 h/an) ; forte humidité de l'air (plus de 20 h/jour avec humidité relative > 80 % en hiver), vents forts fréquents.
Pour la période 1971-2000, la température annuelle moyenne est de 10 °C, avec une amplitude thermique annuelle de 13,1 °C. Le cumul annuel moyen de précipitations est de 885 mm, avec 12,8 jours de précipitations en janvier et 8,9 jours en juillet. Pour la période 1991-2020, la température moyenne annuelle observée sur la station météorologique la plus proche, située sur la commune du Touquet-Paris-Plage à 12 km à vol d'oiseau, est de 11,2 °C et le cumul annuel moyen de précipitations est de 888,8 mm,. Pour l'avenir, les paramètres climatiques de la commune estimés pour 2050 selon différents scénarios d'émission de gaz à effet de serre sont consultables sur un site dédié publié par Météo-France en novembre 2022.

### Paysages
Pour un article plus général, voir Paysage en France.
La commune est située dans le « paysage montreuillois » tel que défini dans l'atlas des paysages de la région Nord-Pas-de-Calais, conçu par la direction régionale de l'Environnement, de l'Aménagement et du Logement (DREAL),. Ce paysage, qui concerne 98 communes, se délimite : à l'Ouest par des falaises qui, avec le recul de la mer, ont donné naissance aux bas-champs ourlées de dunes ; au Nord par la boutonnière du Boulonnais ; au sud par le vaste plateau formé par la vallée de l'Authie, et à l'Est par les paysages du Ternois et de Haut-Artois. Ce paysage régional, avec, dans son axe central, la vallée de la Canche et ses nombreux affluents comme la Course, la Créquoise, la Planquette…, offre une alternance de vallées et de plateaux, appelée « ondulations montreuilloises ». Dans ce paysage, et plus particulièrement sur les plateaux, on cultive la betterave sucrière, le blé et le maïs, et les plateaux entre la Ternoise et la Créquoise sont couverts de vastes massifs forestiers comme la forêt d'Hesdin, les bois de Fressin, Sains-lès-Fressin, Créquy….

### Milieux naturels et biodiversité

#### Espace protégé
La protection réglementaire est le mode d'intervention le plus fort pour préserver des espaces naturels remarquables et leur biodiversité associée.
Dans ce cadre, la commune fait partie d'un espace protégé : le parc naturel régional des Caps et Marais d'Opale, d'une superficie de 132 499 ha réparties sur 154 communes, géré par le syndicat mixte d'aménagement et de gestion du parc naturel régional des Caps et Marais d'Opale.

#### Zones naturelles d'intérêt écologique, faunistique et floristique
L'inventaire des zones naturelles d'intérêt écologique, faunistique et floristique (ZNIEFF) a pour objectif de réaliser une couverture des zones les plus intéressantes sur le plan écologique, essentiellement dans la perspective d'améliorer la connaissance du patrimoine naturel national et de fournir aux différents décideurs un outil d'aide à la prise en compte de l'environnement dans l'aménagement du territoire.
Le territoire communal comprend une ZNIEFF de type 1 : le coteau crayeux de Nesles-Verlincthun, le bois de Tingry et la motte féodale, d'une superficie de 664 ha et d'une altitude variant de 90  à   173 mètres. Ce site appartient au complexe écologique de la cuesta du Boulonnais.
et une ZNIEFF de type 2 : la cuesta du Boulonnais entre Neufchâtel-Hardelot et Colembert. Cette ZNIEFF marque la séparation entre les terrains du Jurassiques du Bas-Boulonnais et les plateaux crayeux des hautes terres Artésiennes.

Carte des ZNIEFF de type 1 et 2 sur la commune
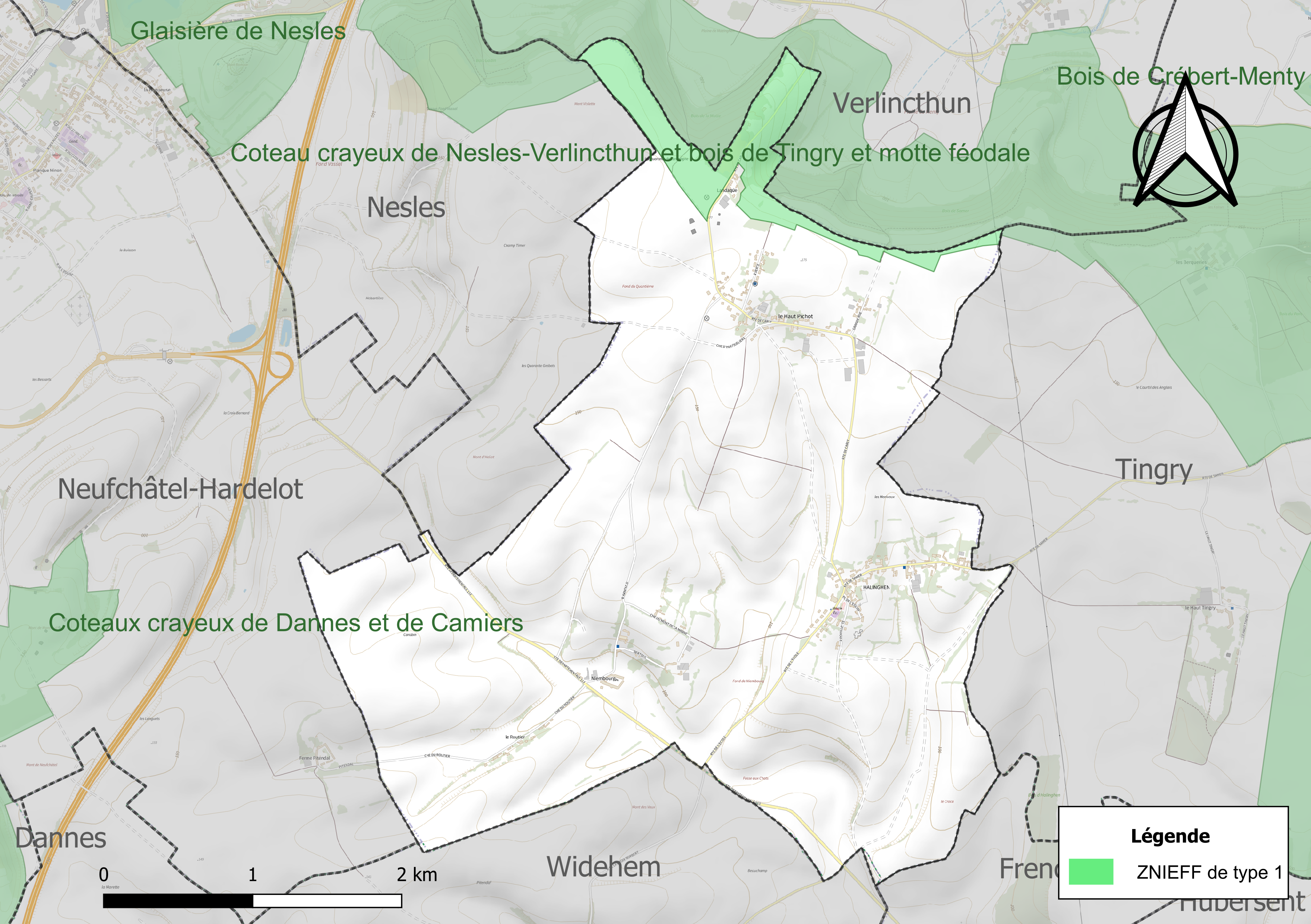
Carte de la ZNIEFF de type 1 sur la commune.
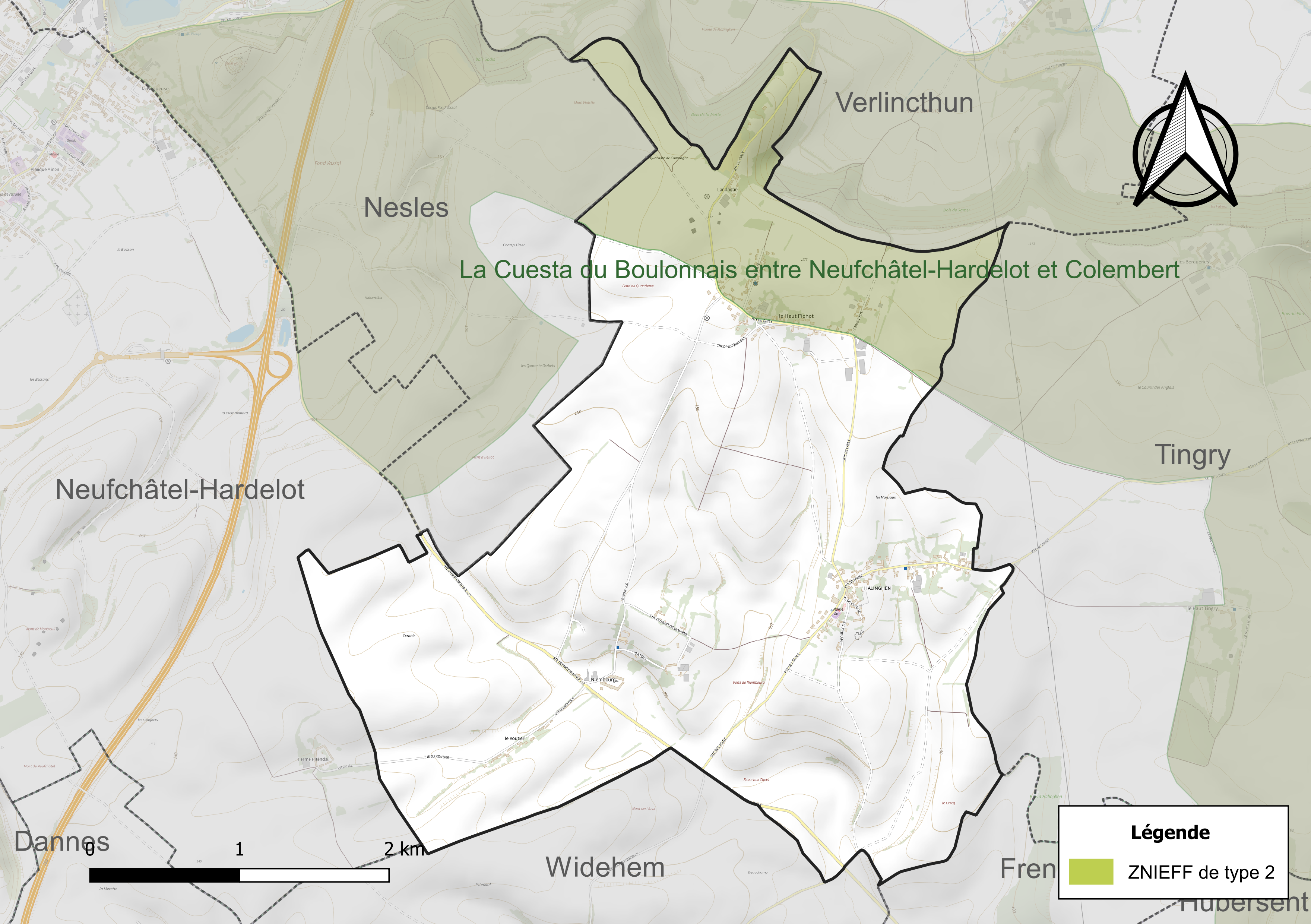
Carte de la ZNIEFF de type 2 sur la commune.

#### Site Natura 2000
Le réseau Natura 2000 est un réseau écologique européen de sites naturels d'intérêt écologique élaboré à partir des directives « habitats » et « oiseaux ». Ce réseau est constitué de zones spéciales de conservation (ZSC) et de zones de protection spéciale (ZPS). Dans les zones de ce réseau, les États membres s'engagent à maintenir dans un état de conservation favorable les types d'habitats et d'espèces concernés, par le biais de mesures réglementaires, administratives ou contractuelles.
Sur la commune, un site Natura 2000 de type B est défini en site d'importance communautaire (SIC) : les pelouses et bois neutrocalcicoles de la cuesta sud du Boulonnais. Ce site, créé par un arrêté du 13 avril 2007, a une superficie de 420 ha et une altitude qui varie de 65  à   200 m.

#### Espèces faunistiques et floristiques
Le site de l'Inventaire national du patrimoine naturel (INPN) recense plusieurs espèces faunistiques et floristiques sur le territoire de la commune dont certaines sont protégées et d'autres menacées et quasi-menacées.

## Urbanisme

### Typologie
Au 1er janvier 2024, Halinghen est catégorisée commune rurale à habitat dispersé, selon la nouvelle grille communale de densité à sept niveaux définie par l'Insee en 2022.
Elle est située hors unité urbaine. Par ailleurs la commune fait partie de l'aire d'attraction de Boulogne-sur-Mer, dont elle est une commune de la couronne,. Cette aire, qui regroupe 80 communes, est catégorisée dans les aires de 50 000 à moins de 200 000 habitants,.

### Occupation des sols
L'occupation des sols de la commune, telle qu'elle ressort de la base de données européenne d'occupation biophysique des sols Corine Land Cover (CLC), est marquée par l'importance des territoires agricoles (99,6 % en 2018), une proportion identique à celle de 1990 (99,6 %). La répartition détaillée en 2018 est la suivante : 
terres arables (72,4 %), zones agricoles hétérogènes (27,2 %), forêts (0,4 %). L'évolution de l'occupation des sols de la commune et de ses infrastructures peut être observée sur les différentes représentations cartographiques du territoire : la carte de Cassini (XVIIIe siècle), la carte d'état-major (1820-1866) et les cartes ou photos aériennes de l'IGN pour la période actuelle (1950 à aujourd'hui).

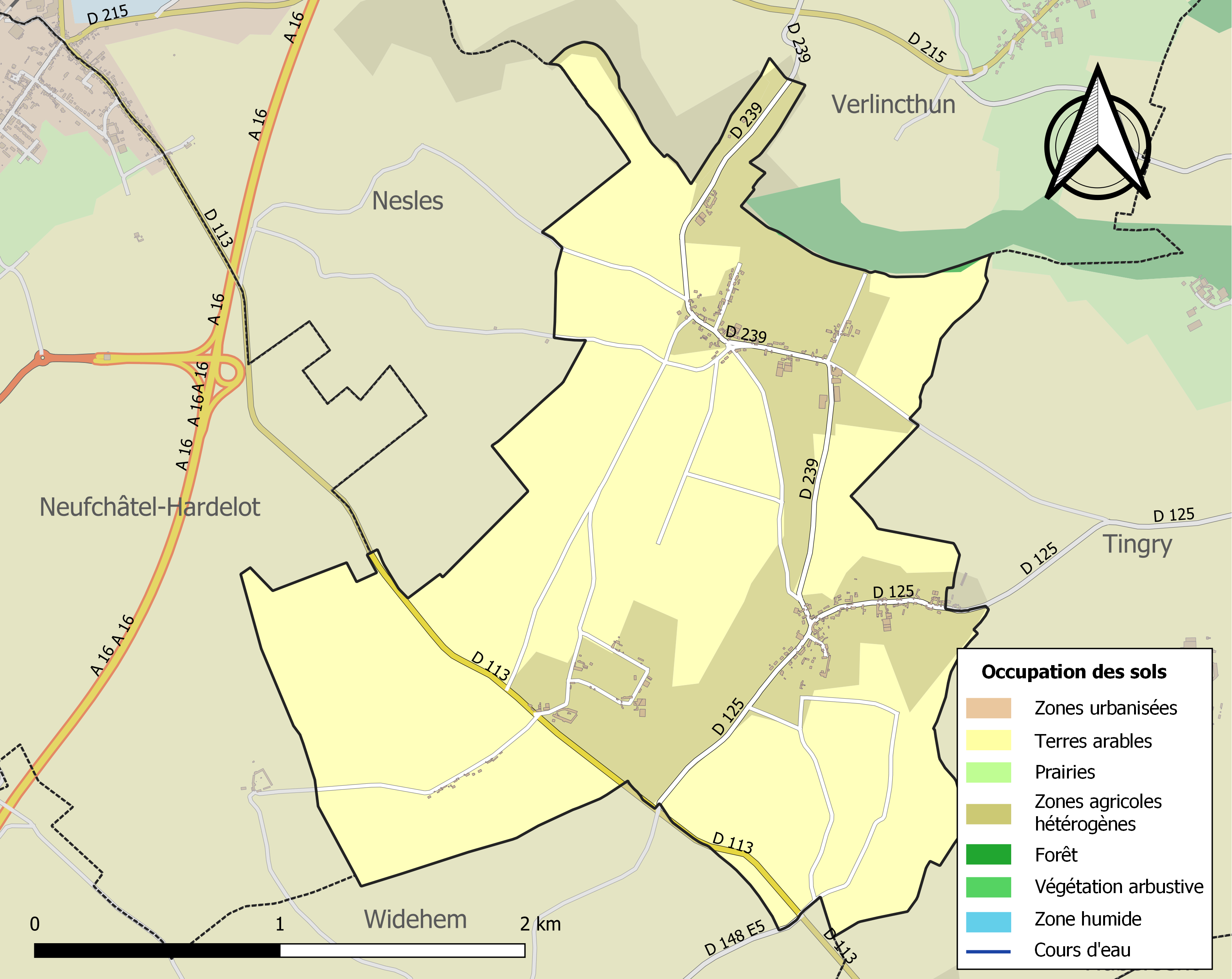
Carte des infrastructures et de l'occupation des sols de la commune en 2018 (CLC).

### Lieux-dits, hameaux et écarts
Halinghen a deux hameaux : Haut-Pichot et Niembourg.

### Voies de communication et transports

#### Voies de communication
La commune est desservie par les routes départementales D 125 et D 239 et est située à 3 km de la sortie no 27 de l'autoroute A16, appelée L'Européenne, reliant la région parisienne et la frontière belge.

#### Transports
La commune se trouve à 9 km, au sud-ouest, de la gare de Dannes - Camiers, située sur la ligne de Longueau à Boulogne-Ville, desservie des TER.

### Risques naturels et technologiques
La commune est reconnue en état de catastrophe naturelle à la suite des inondations et coulées de boue du 27 au 29 octobre 2012.
À la suite du passage des tempêtes Ciarán, Domingos et Elisa et des inondations et coulées de boue qui se sont produites, la commune est reconnue, par arrêté du 14 novembre 2023, en état de catastrophe naturelle pour inondations et coulées de boue sur la période du 2 au 12 novembre 2023, comme 179 autres communes du département.

## Toponymie
Le nom de la localité est attesté sous les formes Vicus Dolucens au Ier siècle, Haldingahehim en 899, Havelingueham en 1134, Evelinghehem en 1199, Halinguehen en 1458, Harlinghem en 1559, Haltinguehem en 1722, Halinghen depuis 1793 et 1801.
Ernest Nègre avance un toponyme composé de l'anthroponyme germanique Haldo, suivi de -ingen « gens (de) » + heim « demeure, maison », donnant « demeure du peuple de Haldo ».

## Histoire

### Notables d'Halinghen
- Charles-François Dauphin d'Halinghen, écuyer, né le 22 août 1702 à Étaples et mort le 10 août 1769 à Boulogne-sur-Mer, seigneur d'Halinghen, conseiller du Roi, lieutenant général en la sénéchaussée de Boulonnais, fils aîné de Charles Dauphin, maïeur de la ville d'Étaples[31].Charles-François épouse Louise-Antoinette (ou Marie-Louise) Meignot[32].
- Charles-Antoine Dauphin d'Halinghen (1729-1790), né le 15 janvier 1729, mort le 5 septembre 1790 à Étaples, fils du précédent, est écuyer, seigneur d'Halinghen, bourgeois de Lille le 30 janvier 1758, avocat au Parlement de Paris en 1758,  puis lieutenant général de la sénéchaussée de Boulogne-sur-Mer par lettres patentes du 10 août 1761. Il épouse à Lille le 16 janvier 1758 Marie-Anne-Joseph Renard (1738-1771). Baptisée à Lille le 22 août 1738, morte à Lille le 9 décembre 1771, elle est la fille de Jean-Nicolas Renard, seigneur d'Hamel, avocat, bourgeois de Lille et de Marie-Jeanne-Joseph Mahieu. Les débauches et habitude d'ivrognerie du mari amènent son épouse à demander la séparation de biens. Celle-ci est accordée par sentence du 9 décembre 1766. L'épouse vit retirée au couvent des dames du Saint-Esprit à Lille. Son mari est arrêté à Halinghen le 1er octobre 1766, enfermé à la citadelle de Doullens en vertu de lettres de cachet[32].
- Charles-Marie Dauphin d'Halinghen, né le 27 février 1761, mort en 1832, fils du précédent, officier de cavalerie au Royal Champagne, émigré à l'armée de Condé, maire de Marconne 1815-1830, chevalier de Saint-Louis.

## Politique et administration

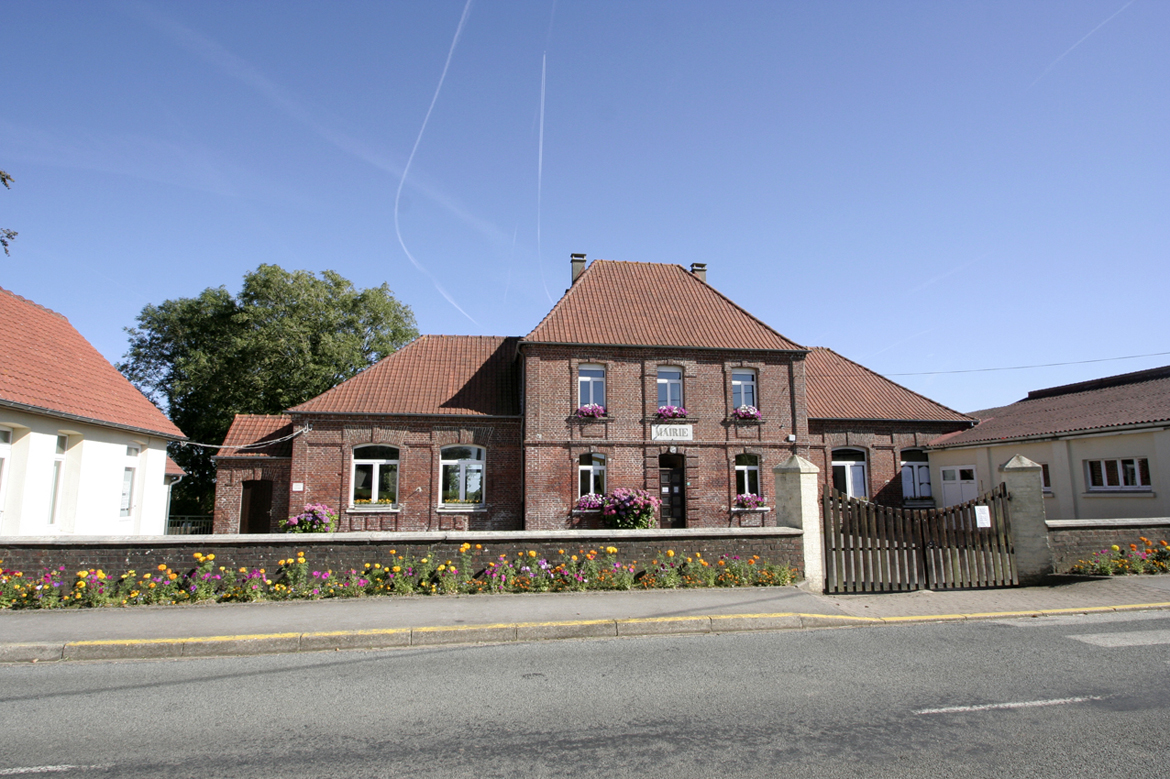
La mairie.

### Découpage territorial
La commune se trouve dans l'arrondissement de Boulogne-sur-Mer du département du Pas-de-Calais.

#### Commune et intercommunalités
La commune fait partie de la communauté de communes de Desvres - Samer qui regroupe 31 communes et compte 23 221 habitants en 2021.

#### Circonscriptions administratives
La commune est rattachée au canton de Desvres.

#### Circonscriptions électorales
Pour l'élection des députés, la commune fait partie de la cinquième circonscription du Pas-de-Calais.

### Élections municipales et communautaires

#### Liste des maires
| Période                                  | Période                    | Identité      | Étiquette | Qualité                                                                     |
| ---------------------------------------- | -------------------------- | ------------- | --------- | --------------------------------------------------------------------------- |
| Les données manquantes sont à compléter. |                            |               |           |                                                                             |
|                                          | 1992                       | Xavier Drolet |           | Démissionnaire                                                              |
| 1992                                     | En cours (au 15 mars 2022) | Guy Lambert   |           | agriculteur Réélu pour le mandat 2014-2020, Réélu pour le mandat 2020-2026, |

## Population et société

### Démographie
Les habitants de la commune sont appelés les Halinghenois.

#### Évolution démographique
L'évolution du nombre d'habitants est connue à travers les recensements de la population effectués dans la commune depuis 1793. Pour les communes de moins de 10 000 habitants, une enquête de recensement portant sur toute la population est réalisée tous les cinq ans, les populations de référence des années intermédiaires étant quant à elles estimées par interpolation ou extrapolation. Pour la commune, le premier recensement exhaustif entrant dans le cadre du nouveau dispositif a été réalisé en 2004.

En 2022, la commune comptait 309 habitants, en évolution de −6,65 % par rapport à 2016 (Pas-de-Calais : −0,72 %, France hors Mayotte : +2,11 %).
| 1793 | 1800 | 1806 | 1821 | 1831 | 1836 | 1841 | 1846 | 1851 |
| ---- | ---- | ---- | ---- | ---- | ---- | ---- | ---- | ---- |
| 362  | 333  | 365  | 421  | 415  | 426  | 434  | 402  | 415  |

| 1856 | 1861 | 1866 | 1872 | 1876 | 1881 | 1886 | 1891 | 1896 |
| ---- | ---- | ---- | ---- | ---- | ---- | ---- | ---- | ---- |
| 381  | 404  | 435  | 407  | 420  | 400  | 427  | 458  | 417  |

| 1901 | 1906 | 1911 | 1921 | 1926 | 1931 | 1936 | 1946 | 1954 |
| ---- | ---- | ---- | ---- | ---- | ---- | ---- | ---- | ---- |
| 423  | 428  | 417  | 416  | 405  | 371  | 325  | 335  | 349  |

| 1962 | 1968 | 1975 | 1982 | 1990 | 1999 | 2004 | 2006 | 2009 |
| ---- | ---- | ---- | ---- | ---- | ---- | ---- | ---- | ---- |
| 324  | 248  | 252  | 249  | 283  | 279  | 284  | 274  | 309  |

| 2014 | 2019 | 2022 | - | - | - | - | - | - |
| ---- | ---- | ---- | - | - | - | - | - | - |
| 330  | 313  | 309  | - | - | - | - | - | - |

#### Pyramide des âges
En 2018, le taux de personnes d'un âge inférieur à 30 ans s'élève à 32,2 %, soit en dessous de la moyenne départementale (36,7 %). De même, le taux de personnes d'âge supérieur à 60 ans est de 23,6 % la même année, alors qu'il est de 24,9 % au niveau départemental.
En 2018, la commune comptait 177 hommes pour 142 femmes, soit un taux de 55,49 % d'hommes, largement supérieur au taux départemental (48,50 %).
Les pyramides des âges de la commune et du département s'établissent comme suit.
| Hommes | Classe d’âge | Femmes |
| ------ | ------------ | ------ |
| 0,6    | 90 ou +      | 1,4    |
| 5,7    | 75-89 ans    | 5,8    |
| 17,8   | 60-74 ans    | 15,8   |
| 20,7   | 45-59 ans    | 25,9   |
| 20,1   | 30-44 ans    | 22,3   |
| 12,1   | 15-29 ans    | 7,9    |
| 23,0   | 0-14 ans     | 20,9   |

| Hommes | Classe d’âge | Femmes |
| ------ | ------------ | ------ |
| 0,5    | 90 ou +      | 1,6    |
| 5,6    | 75-89 ans    | 8,9    |
| 16,7   | 60-74 ans    | 18,1   |
| 20,2   | 45-59 ans    | 19,2   |
| 18,9   | 30-44 ans    | 18,1   |
| 18,2   | 15-29 ans    | 16,2   |
| 19,9   | 0-14 ans     | 17,9   |

## Culture locale et patrimoine

### Lieux et monuments
- L'église Saint-Sylvestre. Dans l'église, figurait, en 1859, un monument considéré comme datant de l'époque romaine : un autel votif (où on exprimait des vœux), converti en fonts baptismaux[47].
- Le monument aux morts[48].
- La chapelle Notre-Dame-de-Bon-Secours dans le hameau de Niembourg.

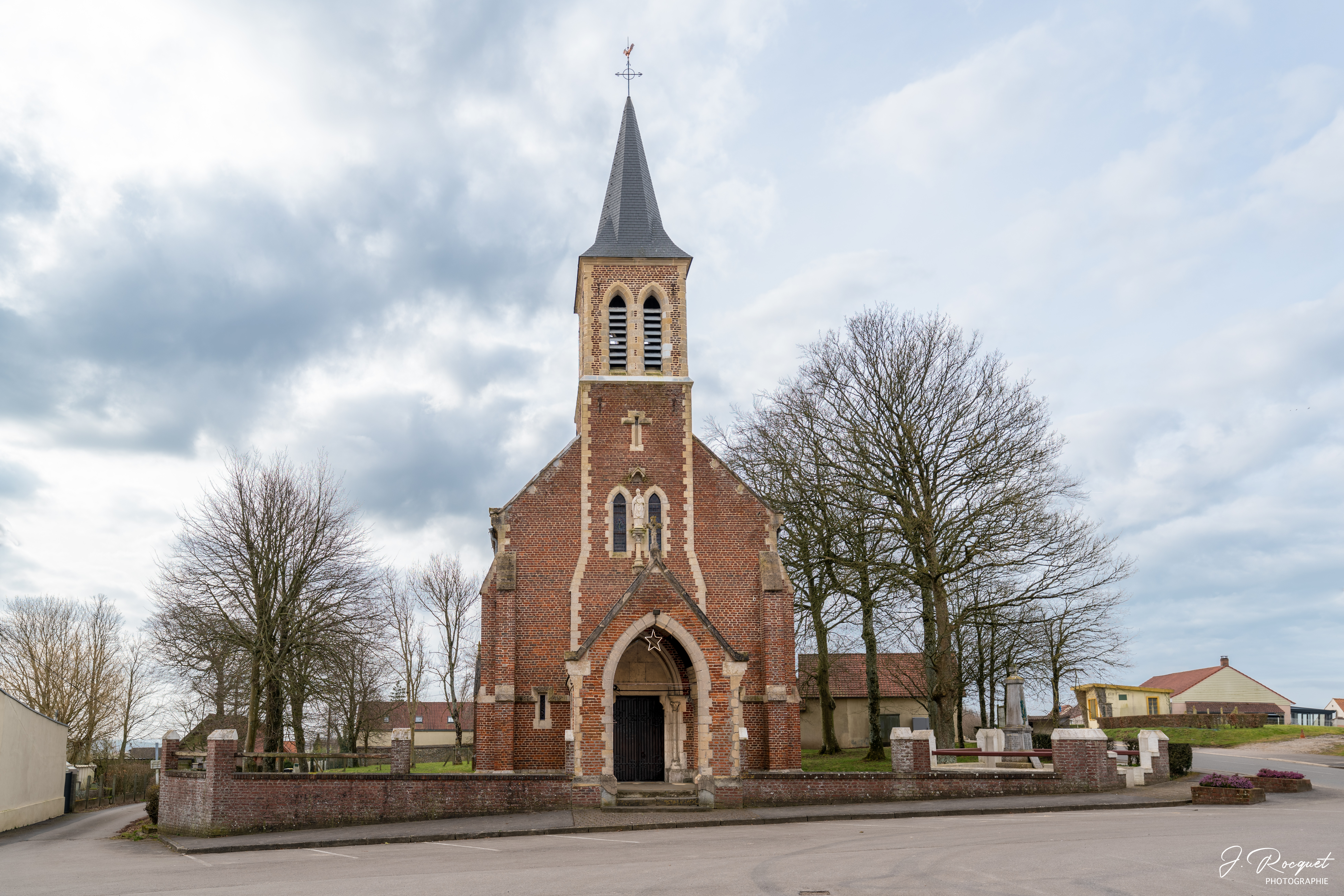
L'église Saint-Sylvestre.
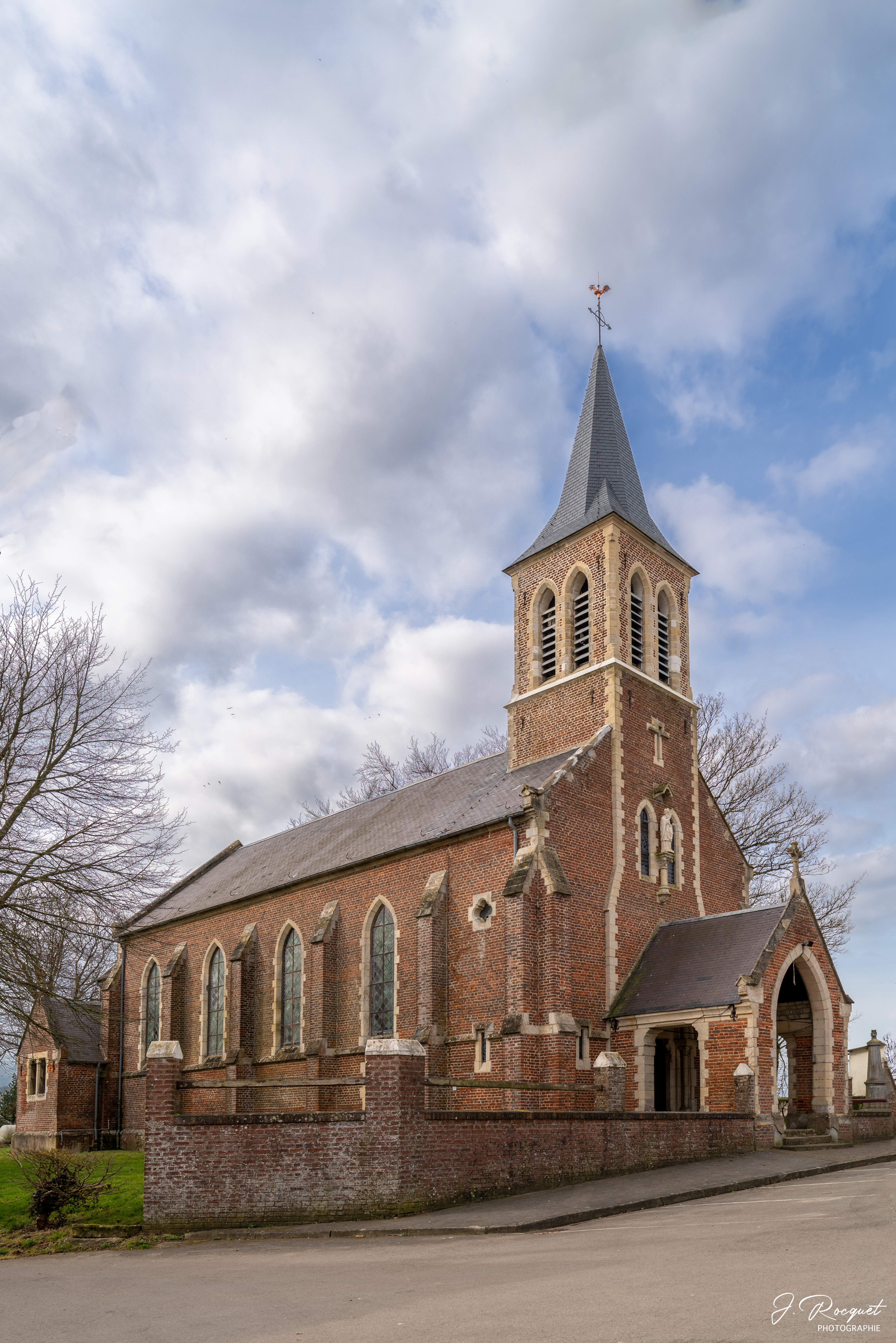
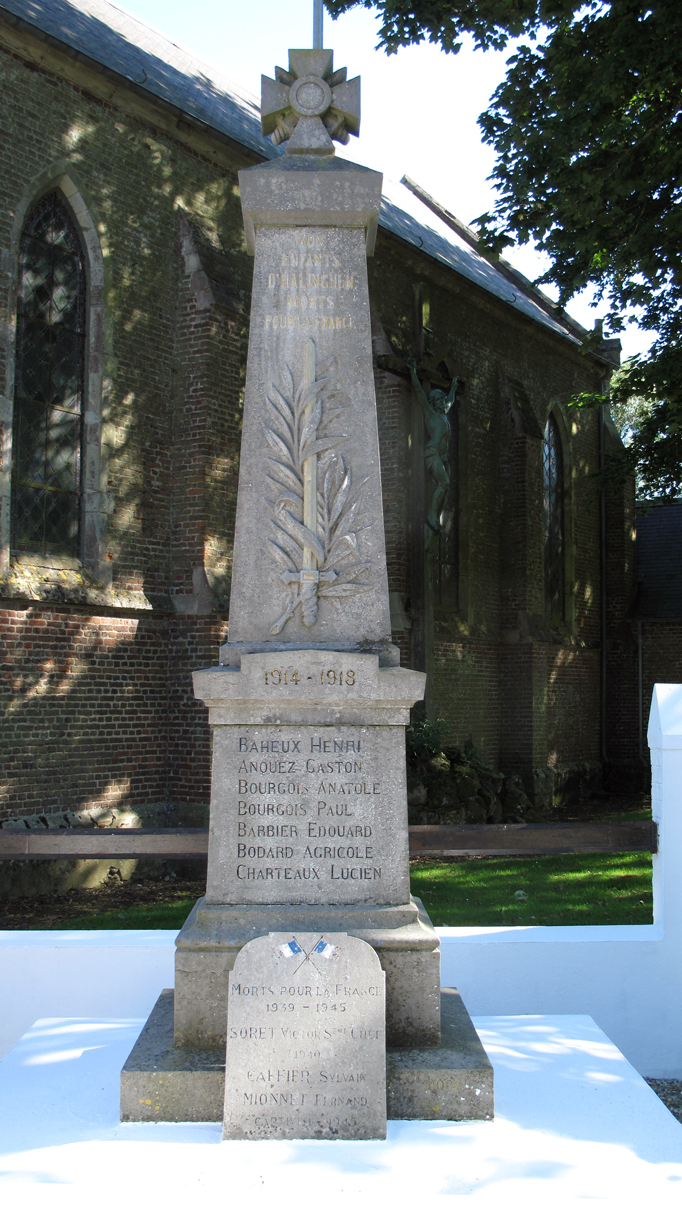

### Personnalités liées à la commune
- François Antoine Lefebvre dit l'abbé Lefevre (1828-1895), ecclésiastique et auteur français, mort à Halinghen.
- Jacques Madeleine Bertout dit l'abbé Bertout (1753-1895), ecclésiastique et supérieur général de la Congrégation du Saint-Esprit né à Halinghen, mort à Paris.

### Héraldique, logotype et devise
| Blason de Halinghen | Blason  | D'or au dauphin de gueules accompagné de trois tourteaux du même ; au chef d'azur chargé d'un soleil (non figuré) du champ.                                                                          |
| Blason de Halinghen | Détails | Armes parlantes de la famille boulonnaise Dauphin d'Halinghen, anoblie en 1757, et qui donna les trois derniers seigneurs du lieu au XVIIIe siècle. Le statut officiel du blason reste à déterminer. |

## Pour approfondir

#### Bases de données, dictionnaires et encyclopédies
- Ressources relatives à la géographie :   - Insee (communes)
  - Ldh/EHESS/Cassini
- Ressource relative à plusieurs domaines :   - Annuaire du service public français
- Notices d'autorité :   - BnF (données)

#### Autres liens externes
- Dossier de la commune sur le site de l'Insee[Note 7], [lire en ligne]
- La commune sur le site des archives départementales du Pas-de-Calais, [lire en ligne]
- La commune sur Remonter le temps, sur le site de l'IGN, [lire en ligne][Note 8]
- « Halinghen » sur Géoportail.